# Jazz à New York

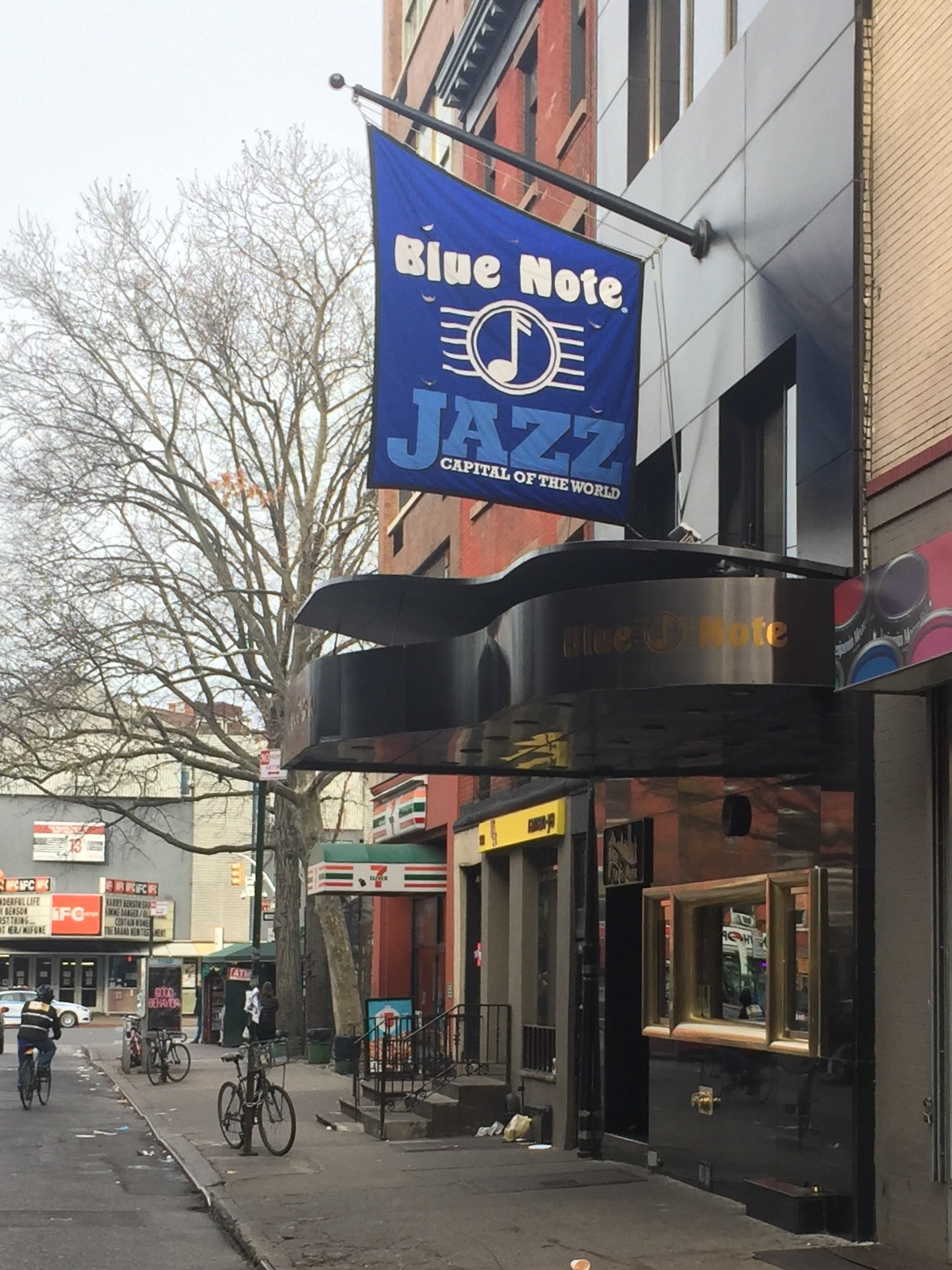
Le Blue Note Jazz Club à New York.

Bien que né à La Nouvelle-Orléans, puis exporté à Chicago, c'est à New York que le Jazz s'épanouit. À partir des années 1930, Harlem devient la capitale du monde afro-américain, une Mecque pour l'intelligentsia noire. Dans un environnement créatif et actif sur le plan intellectuel et financier, occasion de trouver des engagements. Les musiciens affluent à Harlem et l'on voit se constituer de nombreuses formations qui donneront naissance à de nouveau styles de jazz.
Les compositeurs et interprètes de jazz ont souvent célébré la ville dans leurs œuvres musicales. Parmi les nombreux standards, on peut recenser :
- Autumn In New York, composé par Vernon Duke et interprété, entre autres, par Frank Sinatra, Ella Fitzgerald, Chet Baker et Harry Connick Jr.
- Christmas Night in Harlem de Mitchell Parish et Raymond Scott, interprété par Louis Armstrong ou Jack Teagarden
- Drop Me Off in Harlem, originellement de Duke Ellington mais également repris par Louis Armstrong et Johnny Hodges
- How About You?, composé par Ralph Freed et Burton Lane, et interprété par Chet Baker, Bill Evans, Judy Garland, Oscar Peterson ou encore Frank Sinatra
- Manhattan de Richard Rodgers et Lorenz Hart, interprété par Tony Bennett, Bing Crosby, Ella Fitzgerald, John Pizzarelli et beaucoup d'autres.

Duke Ellington, pour sa part, a souvent mis en avant le quartier de Harlem dans ses compositions, et notamment dans Echoes of Harlem, Harmony in Harlem, Harlem River Quiver, Harlemania, Harlem Twist (East St. Louis Toodle-oo), Harlem Air Shaft et Blue Belles O'

## Les lieux de jazz à New York
- Jazz at Lincoln Center :  Conçu par Rafael Viñoly le Jazz at Lincoln Center, espace de plus de 10 000 m2, a quitté le Lincoln Center pour le nouveau Time Warner Center de Columbus Circle. Il est toujours dirigé par Wynton Marsalis.

- The Blue Note, un réseau de club dont un des plus célèbres est à New York.